# Thomas Gottschalk
Thomas Johannes Gottschalk (født 18. maj 1950 i Bamberg) er en tysk radio- og tv-vært, entertainer og skuespiller, der især gjort sig bemærket som vært på den populære fjernsynsudsendelse Wetten, dass..?.

## Filmografi
- 1979: Summer Night Fever
- 1982: Piratensender Powerplay
- 1983: Monaco Franze
- 1983: Die Supernasen
- 1983: Bolero
- 1984: Heut' abend (talkshow)
- 1984: Zwei Nasen tanken Super
- 1984: Mama Mia – Nur keine Panik
- 1985: Big Mäc
- 1985: Die Einsteiger
- 1986: Miko – aus der Gosse zu den Sternen
- 1987: Zärtliche Chaoten
- 1988: Zärtliche Chaoten II
- 1989: Kuck’ mal wer da spricht! (tysk tale som Mikey)
- 1989: Highway Chaoten (Think Big)
- 1990: Eine Frau namens Harry
- 1990: Kuck’ mal wer da spricht 2 (tysk tale som Mikey)
- 1991: Trabbi goes to Hollywood
- 1992: Der Ring der Musketiere (Ring of the Musketeers)
- 1992: Disney Filmparade
- 1993: Sister Act 2 – In göttlicher Mission
- 1998: Frühstück mit Einstein
- 1999: Late Show
- 2004: Garfield: The Movie (tysk tale som Garfield)
- 2007: Min skøre familie Robinson (tysk tale som Cornelius Robinson)
- 2008: 1½ Ritter – Auf der Suche nach der hinreißenden Herzelinde
- 2009: Sturm der Liebe (gæst i afsnit 895)
- 2009: Das Traumschiff (afsnit 60)
- 2010: Der Zoowärter (gæst)
- 2010: Germany's Next Topmodel (gæst)